# Kyla (artist)
Melanie Hernandez Calumpad Alvarez, mer känd under sitt artistnamn Kyla, född 5 januari 1981 i Manila, är en filippinsk sångerska. Hon har även producerat musik, varit värd för TV-program och varit skådespelerska. Hon är en av de mest prisade filippinska artisterna. 'Kyla' betyder Prinsessa.

## Karriär
Under sin barndom deltog Kyla i flera sångtävlingar. År 2000 fick hon ett skivkontrakt med EMI efter att Francis Guevarra upptäckt henne efter ett framträdande vid Metropop Song Festival. I juli samma år släppte hon sitt debutalbum Way to Your Heart. Hon har sedan dess släppt ytterligare sju album.

## Diskografi

### Album
- 2000 – Way To Your Heart
- 2002 – Kyla
- 2003 – I Will Be There
- 2005 – Not Your Ordinary Girl
- 2006 – Beautiful Days
- 2007 – Heartfelt
- 2008 – Heart 2 Heart
- 2010 – Private Affair